# Wojciech Wiewiórowski
Wojciech Rafał Wiewiórowski (ur. 13 czerwca 1971 w Łęczycy) – polski prawnik, urzędnik państwowy, nauczyciel akademicki, doktor habilitowany nauk prawnych, w latach 2010–2014 generalny inspektor ochrony danych osobowych IV i V kadencji, w latach 2014–2019 zastępca europejskiego inspektora ochrony danych, w 2019 p.o. inspektora, a od 2019 europejski inspektor ochrony danych.

## Życiorys
Ukończył w 1995 studia na Wydziale Prawa i Administracji Uniwersytetu Gdańskiego. W 2000 uzyskał stopień doktora nauk prawnych (specjalność prawo konstytucyjne) na podstawie napisanej pod kierunkiem Andrzeja Pułły rozprawy pt. Sądowa interpretacja zasady podziału władzy i rola ustrojowa sądów w Stanach Zjednoczonych Ameryki. Specjalizuje się w informatyce prawniczej, prawie nowych technologii i informatyzacji administracji publicznej. W latach 2002–2008 był wykładowcą, a następnie docentem Gdańskiej Wyższej Szkoły Administracji. W 2003 został adiunktem i kierownikiem Pracowni Informatyki Prawniczej Wydziału Prawa i Administracji Uniwersytetu Gdańskiego. W 2021 Rada Dyscypliny Nauki Prawne UG na podstawie cyklu publikacji pt. Prawne gwarancje zrównoważonego przetwarzania informacji w czasach big data nadała mu stopień doktora habilitowanego w dziedzinie nauk społecznych w dyscyplinie nauki prawne.
W latach 1996–2000 był redaktorem, a następnie wydawcą w Wydawnictwie Prawniczym LEX, w latach 2000–2002 kolejno wydawcą i redaktorem naczelnym w 2p.pl Portale Profesjonalne, a później szefem redakcji internetowej Polskich Wydawnictw Profesjonalnych – Wolters Kluwer Polska (do 2003).
W 2006 został powołany przez wicepremiera i ministra spraw wewnętrznych i administracji Ludwika Dorna na stanowisko doradcy do spraw informatyzacji w jego gabinecie politycznym. Pełnił tę funkcję również w gabinetach politycznych następnych ministrów Janusza Kaczmarka, Władysława Stasiaka oraz wicepremiera i ministra spraw wewnętrznych i administracji Grzegorza Schetyny (do października 2008). W tym samym okresie sprawował również funkcję współprzewodniczącego, reprezentującego Ministra Spraw Wewnętrznych i Administracji, Komisji Regulacyjnej do Spraw Polskiego Autokefalicznego Kościoła Prawosławnego. W październiku 2008 objął stanowisko dyrektora Departamentu Informatyzacji Ministerstwa Spraw Wewnętrznych i Administracji. W 2010 został powołany do składu Rady Archiwalnej przy ministrze kultury i dziedzictwa narodowego. Jest członkiem Polskiego Stowarzyszenia Prawa Europejskiego.
25 czerwca 2010 z rekomendacji posłów Platformy Obywatelskiej został powołany przez Sejm na stanowisko generalnego inspektora ochrony danych osobowych. Urzędowanie rozpoczął po złożeniu ślubowania przed Sejmem w dniu 4 sierpnia. 25 lipca 2014 Sejm powołał go na kolejną czteroletnią kadencję. W 2014 pełnił funkcje wiceprzewodniczącego grupy roboczej art. 29. 3 grudnia tego samego roku Sejm podjął uchwałę o jego odwołaniu w związku z kandydowaniem na urząd zastępcy europejskiego inspektora ochrony danych, dwa tygodnie później zgodę na odwołanie ze stanowiska GIODO wyraził Senat. Również w grudniu 2014 Wojciech Wiewiórowski rozpoczął urzędowanie na stanowisku zastępcy europejskiego inspektora ochrony danych.
W sierpniu 2019 został pełniącym obowiązki europejskiego inspektora ochrony danych (Giovanni Buttarelli zmarł 20 sierpnia 2019). W listopadzie 2019 Komisja Wolności Obywatelskich, Sprawiedliwości i Spraw Wewnętrznych Parlamentu Europejskiego rekomendowała go na nowego inspektora. Odpowiednia decyzja została wydana 5 grudnia 2019, urząd ten Wojciech Wiewiórowski objął następnego dnia.